# Octave Foucher
Octave Foucher, né le 5 février 1862 à Bourgueil (Indre-et-Loire) et décédé le 15 décembre 1933 à Paris, est un homme politique français.

## Biographie
Médecin à Chinon, il est maire de la ville en 1908. Élu député d'Indre-et-Loire lors d'une élection partielle en 1909, il est réélu en 1910 et 1914. Briguant un siège au Sénat, il ne se représente pas en 1919. Élu sénateur en 1920, il est réélu en 1924 et 1932. Son activité parlementaire est faible.

## Sources
- « Octave Foucher », dans le Dictionnaire des parlementaires français (1889-1940), sous la direction de Jean Jolly, PUF, 1960 [détail de l’édition]